# Cryptophagus pseudodentatus
Cryptophagus pseudodentatus là một loài bọ cánh cứng trong họ Cryptophagidae. Loài này được Bruce miêu tả khoa học năm 1934.